# Vejrumstad
Vejrumstad er en landsby i det nordlige Vestjylland med 208 indbyggere  (2025). Vejrumstad er beliggende syv kilometer syd for Struer og ni kilometer nord for Holstebro.
Byen ligger i Region Midtjylland og hører under Struer Kommune. Vejrumstad er beliggende i Vejrum Sogn.
Vejrum Kirke er beliggende i Vejrum Kirkeby 1,5 kilometer nord for Vejrumstad.